# مارهای سرمسی
سر-مسی استرالیایی یک سرده از مارهای زهرآگین از کفچه‌ماران است که در بخش های شرقی و جنوبی استرالیا بیشتر یافت می شوند. این مار با سر-مسی آمریکایی متفاوت است.